# روبن پاز
روبن پاز (انگلیسی: Rubén Paz؛ زادهٔ ۸ اوت ۱۹۵۹) بازیکن فوتبال اهل اروگوئه است.
از باشگاه‌هایی که در آن بازی کرده‌است می‌توان به باشگاه ورزشی اینترناسیونال، باشگاه فوتبال پنیارول، باشگاه فوتبال گودوی کروز، باشگاه فوتبال جنوآ، و باشگاه فوتبال راسینگ کلوب آویاندا اشاره کرد.
وی همچنین در تیم ملی فوتبال اروگوئه بازی کرده‌است.